# Ifigenia a Àulida

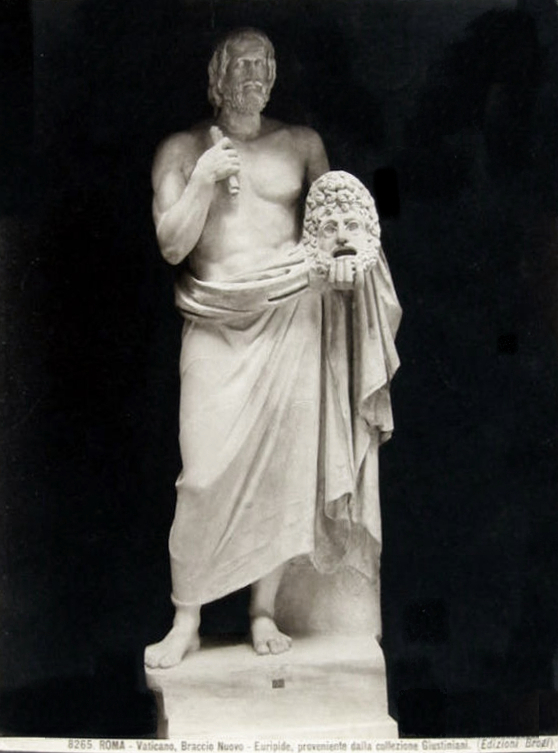
Eurípides

Ifigenia a Àulida (títol original: Ἰφιγένεια ἐν Αὐλίδι, Iphigéneia en Aulidi) és una tragèdia d'Eurípides datada l'any 409 aC i representada el 406 aC, posteriorment a la mort de l'autor. Ifigenia és filla del rei Agamèmnon i la reina Clitemnestra, germana d'Electra, Crisòtemis i Orestes, que venjarà el seu pare després de la Guerra de Troia. La història es completa en Ifigenia entre els taures.

## Dramatis personae

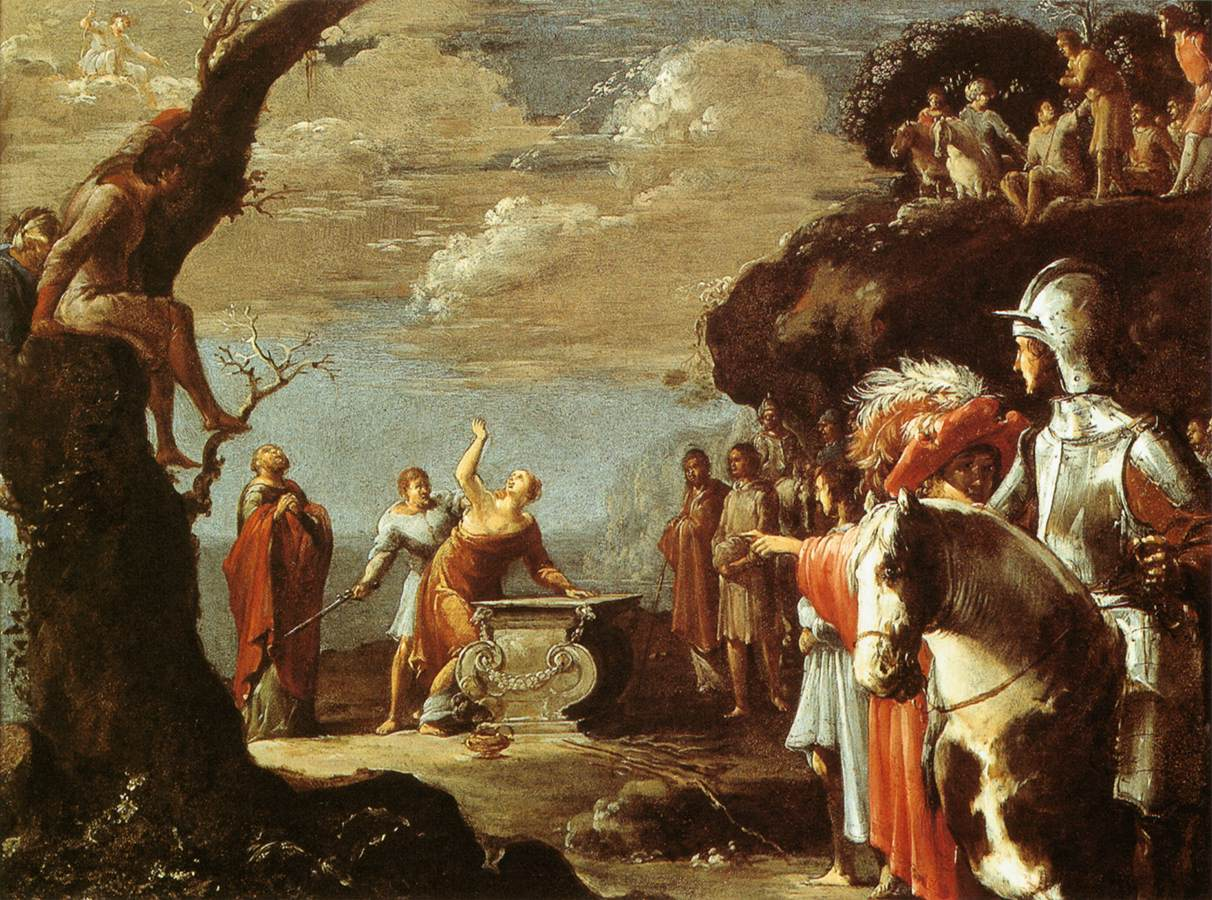
El sacrifici d'Ifigenia, de Leonaert Bramer.

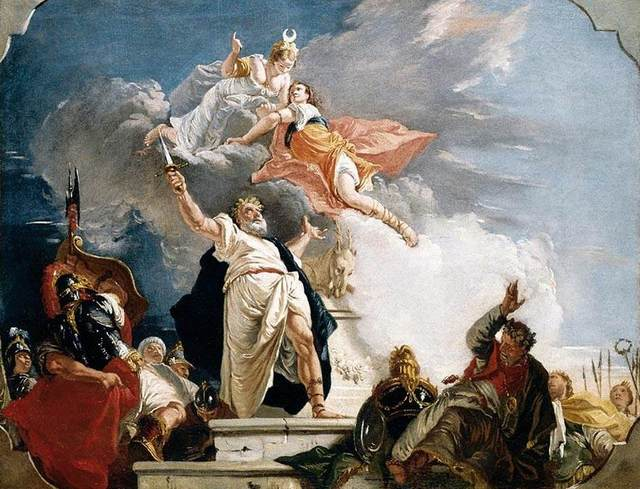
Moment del sacrifici en què Ifigenia finalment desapareix davant els presents

- Agamèmnon
- Un ancià servent d'Agamèmnon
- Cor de donzelles de Calcis
- Menelau
- Dos missatgers
- Clitemnestra
- Ifigenia
- Aquil·les

## Argument
Agamèmnon explica a un esclau ancià l'origen de l'expedició de tots els aqueus a Troia a causa del jurament dels pretendents d'Hèlena i el posterior segrest d'aquesta per part d'un príncep troià, Paris. Per això, es reuní un exèrcit al port d'Àulida, amb la intenció d'embarcar per a la guerra contra Troia. Però hi havia una absència prolongada de vents favorables que impedien la partida de la flota.
Davant d'aquesta situació, intervingué l'endeví Calcant, que va emetre un oracle segons el qual només es produiran vents favorables si Ifigenia, filla d'Agamèmnon, és sacrificada en honor d'Àrtemis.
Agamèmnon, escollit comandant en cap de l'exèrcit per ser germà de Menelau, l'espòs d'Hèlena, va enviar missatgers a buscar la seva filla, pressionat pel seu germà, amb el fals argument que havia de venir per casar-se amb Aquil·les.

### Agamèmnon rectifica
Agamèmnon es penedeix de la seva decisió i decideix encarregar al seu ancià esclau la missió d'enviar a la seva esposa Clitemnestra un altre missatge en què anul·la l'ordre prèvia que enviés Ifigenia a Àulida.
L'ancià parteix a complir amb la seva missió i s'atura a admirar i fer un recompte de les forces de l'expedició i dels principals caps.

### Enfrontament de Menelau amb Agamèmnon
Tanmateix, Menelau intercepta l'ancià i li agafa la carta. Després d'encarar-se amb el seu germà Agamèmnon, li retreu que ha faltat a la promesa que feu de fer portar la seva filla i que allò no era propi d'algú que pretengués ser el cap de tots els aqueus perquè d'aquest mode permetrà que el príncep troià en surti victoriós de l'ofensa que feu amb el segrest de la seva esposa Hèlena.
Agamèmnon li replica que ell no ha de pagar el preu de sacrificar la seva filla perquè la culpa del segrest d'Hèlena és del mateix Menelau per no vigilar-la bé.

### Arribada de Clitemnestra i Ifigenia a Àulida
Mentrestant, arriba un missatger portant Ifigenia, juntament amb Clitemnestra i el petit Orestes, un altre fill d'Agamèmnon. Agamèmnon es lamenta profundament del seu destí i Menelau es compadeix llavors d'ell i Ifigenia, i li prega que no realitzi el sacrifici. No obstant això, en aquest punt, Agamèmnon diu al seu germà que de tota manera es veu obligat a realitzar el sacrifici perquè Calcant o Odisseu informaran de l'oracle a la resta de l'exèrcit.
Ifigenia i Clitemnestra es reuneixen amb Agamèmnon, felices pel que elles creuen que serà una boda, tot i que Clitemnestra s'enfada per la insistència d'Agamèmnon perquè ella estigui absent en el moment de lliurar la seva filla en matrimoni.

### Clitemnestra, Ifigenia i Aquil·les descobreixen la veritat
Poc després, arriba Aquil·les davant la tenda d'Agamèmnon i surt a la seva trobada Clitemnestra, que l'informa que ella és la mare de la seva futura esposa. Aquil·les, que no en sabia res, es mostra sorprès i li respon que ell no té notícies sobre cap boda. Ambdós són informats en aquell moment per l'ancià esclau que el vertader propòsit de fer portar Ifigenia no era per a casar-la amb Aquil·les, sinó per a sacrificar-la en honor d'Àrtemis, perquè aquesta els fos favorable amb els vents. Aquil·les, ofès perquè s'hagin aprofitat del seu nom sense fer-li-ho saber, es compromet llavors a evitar el sacrifici.
La mateixa Ifigenia s'adona de la veritat i Clitemnestra increpa Agamèmnon i tracta de fer-lo recapacitar, mentre Ifigenia suplica abraçada als genolls del seu pare. Agamèmnon respon que, si es nega a permetre el sacrifici, no sols morirà ella sinó que la resta de l'exèrcit matarà tota la seva família. A continuació, marxa sense permetre rèplica a les seves paraules.

### El sacrifici
Aquil·les acut a la trobada d'Ifigenia i Clitemnestra i els explica que ell mateix ha estat a punt de ser lapidat per la resta de l'exèrcit per oposar-se al sacrifici, però que encara es mostra disposat a impedir-lo. En aquell moment, Ifigenia prefereix resignar-se a morir per evitar a Aquil·les desgràcies i perquè comprèn que la seva mort és necessària perquè els hel·lens puguin castigar el segrest d'Hèlena. Finalment, demana a la seva mare que no guardi rancor al seu pare.
Més tard, un missatger conta a Clitemnestra els successos que van ocórrer durant el sacrifici: Ifigenia oferí el seu coll amb noblesa i quan el sacerdot es disposava a degollar-la, de sobte Ifigenia va desaparèixer raptada per algun déu i en el seu lloc va aparèixer-hi un cérvol degollat.

## Adaptació cinematogràfica
Aquesta tragèdia fou duta al cinema el 1977 com Iphigenia, dirigida per Mihalis Kakogiannis, protagonitzada per Tatiana Papamoschu i Irene Papas com a Clitemnestra, i rebé una nominació a l'Òscar i el Premi del Festival de Cannes.

## Connexió amb altres obres
Aquesta obra d’Eurípides connecta amb Ifigenia entre els taures, del mateix autor, la qual n’és una continuació. A més, el mite d’Ifigenia lliga amb altres obres com ara la Ilíada d’Homer. El film The Killing of a Sacred Deer, del director Iorgos Lànthimos, està basat en l’obra d’Ifigenia a Àulida, la qual no sols compta amb paral·lelismes sinó també amb referències i mencions explícites.

### Traduccions al català
- Eurípides; Riba, Carles (trad.). «Ifigenia a Àulida». A: Tragèdies *** (Helena / Les fenícies / Orestes / Ifigenia a Àulida / Les bacants / Resos).  Barcelona: Curial, 1990 (Clàssics Curial, 4). ISBN 9788472561120.
- Eurípides; Llabrés Ripoll, Maria Rosa (trad.). Ifigenia a Àulida.  Martorell: adesiara editorial, febrer de 2013 (col. aetas, 17). ISBN 9788492405589 [Consulta: 28 febrer 2016]. Arxivat 6 de març 2016 a Wayback Machine.
- Eurípides; Oller Guzmán, Marta (trad.). Tragèdies (Vol. IX-2) - Ifigenia a Àulida.  Barcelona: Fundació Bernat Metge, 2023. ISBN 9788498594287.